# Dypsis prestoniana
Dypsis prestoniana — вид покрытосеменных растений семейства Пальмовые (Arecáceae).

## Распространение
Распространён только на острове Мадагаскар. Находится под угрозой вымирания.